# Ricardo Lumengo

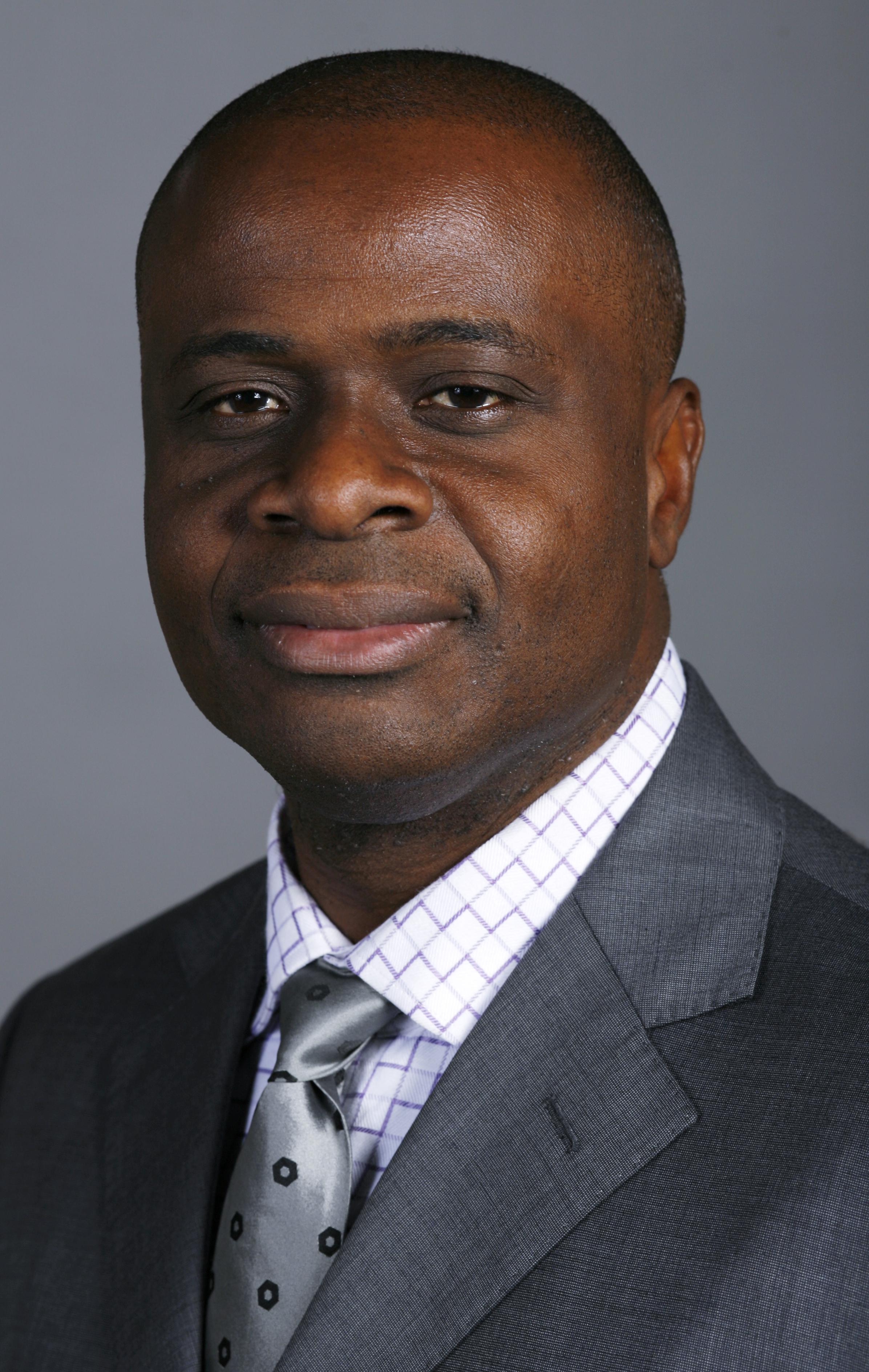
Ricardo Lumengo.

Ricardo Lumengo Lussenga, Angola, 22 de fevereiro de 1962 é um advogado e político angolano-suíço. Licenciado em Direito e membro do Partido Socialista do Cantão de Berna, ele foi eleito em 2004 e 2006 para o conselho desse cantão suíço e nas eleições federais do mês de Outubro de 2007 tornou-se no primeiro negro a ser eleito para o parlamento desse país.

## Biografia
Ricardo Lumengo viveu em Angola até 1982, altura em que por alguns dissabores e incompreensões políticas, era membro da JMPLA, com alguns membros do Partido MPLA e relacionado com o seu envolvimento político como estudante, optou aos 20 anos, por abandonar a sua terra natal e pedir asilo político à Suíça. Depois de alguns anos a residir na Suíça, obteve a autorização de residência e em 1997 torna-se cidadão suíço. Desde 1997 reside oficialmente na cidade de Bienna. Ricardo Lumengo fala várias línguas como o Francês, Alemão, Português, Inglês, Espanhol e ainda as línguas nacionais de Angola bantu como Kikongo, kikongo ya Leta e Lingala. Estudou Direito na Universidade de Friburgo e trabalha como assessor jurídico, no Centro Intercultural Multimondo, em Bienna. É pai de dois filhos. 

## Política

### Percurso político
Ricardo Lumengo foi de 1996 até a sua demissão em Novembro de 2010, membro do SP Partido Socialista Suíço. Depois de sete meses sem atividade político-partidária, em 16 de junho de 2011, Ricardo Lumengo torna pública a sua filiação à seção cantonal do MSL (Movimento Social Liberal. Ricardo Lumengo foi eleito para o Conselho da Cidade (legislativo) de sua residência, na cidade de Bienna, em 2004. Em 2006, conseguiu ser eleito para o Grande Conselho do Cantão de Berna, onde era já membro do Parlamento da Comissão de Justiça e de vários grupos de trabalho financeiros.
Em 21 de Outubro de 2007, foi eleito para o Conselho Federal (Suíça), tornando-se no primeiro negro parlamentar. É bem depois de Tilo Frey, a segunda pessoa de ascendência africana a servir no Conselho Nacional. A sua eleição atraiu uma atenção geral e international. Lumengo foi Membro da Comissão de Política e Segurança até 2009 e também Membro da Comissão Política Eextérieur.

### Posicionamento político
O SmartMap de pesquisa e de interação com as eleições federais de 2007 classifica Ricardo Lumengo como de esquerda libéral.
E com destaque de alguns seus compromissos políticos como: a luta contra o desemprego, a luta pela justiça social e na defesa dos direitos dos estrangeiros. Referiu-se ainda que o compromisso das pessoas de origem estrangeira na administração pública, seria um sinal de implementação da Convenção das Nações Unidas contra a Discriminação Racial, da qual a Suíça aderiu em 1947.
O Grande Conselho do Cantão de Berna está particularmente comprometido com a renovação do fast fédéral.
Em termos de política da saúde e prevenção, Lumengo apresentou uma moção exigindo a criação de uma campanha de informação e prevenção dirigida especialmente aos jovens, com o consumo de bebidas energéticas que contenham caféina. Portanto Lumengo destacou os efeitos negativos da saúde seguindo o aumento do consumo de cafeína, como o nervosismo e a perturbação do sono. Além disso Lumengo defendeu ainda, a eliminação do pagamento de impostos para a isenção do serviço militar de quem seja parcialmente invàlido.

### Compromisso político
No Conselho Municipal de Biel, Ricardo Lumengo interveio em apoio à integração dos estrangeiros e na luta contra o racismo, em especial pedindo à Câmara Municipal (executivo) para tomar medidas especiais no combate ao racismo e de proteger as vítimas destes atos. Além disso, graças à sua intervenção, a administração da cidade de Bienne mudou a designação de polícia de estrangeiros, para a de serviço de estrangeiros. Ele também interveio para o estabelecimento de um programa de rádio para os emigrantes da cidade de Biel e arredorese.
No Grande Conselho do Cantão de Berna, Ricardo Lumengo, interveio especialmente sobre a necessidade de um compromisso entre as pessoas de origem estrangeira por um lado e a polícia cantonalpelo outro, de modo a facilitar e melhorar o acordo entre a polícia e a população estrangeira. Conseguiu ainda com o parlamento cantonal um acordo, sobre a introdução de lições de moral para os jovens na escola. Finalmente Ricardo Lumengo, alcançou um compromisso para a renovação do "fast" federal e a introdução de uma lei cantonal, para a integração dos estrangeiros.

### Em confronto com os ataques racistas
Em Outono de 2006, através do site do seu partido, o presidente do Partido Suíço da Liberdade (PSL), responsável da Polícia de Biel e membro do Grande Conselho de Berna, Jürg Scherrer, apresentou um pedido formal de desculpas a todos os africanos, como resultado de processos judiciais em base a queixas apresentadas por Lumengo contra ele, por insultar a comunidade africana de Bienna. Entre outras as caricaturas racistas e publicadas pelo blog do PSL, onde e segundo Ricardo Lumengo intoleráveis num estado de direito, tendo apresentado por isso, denúncias penais.
Em julho de 2007, no início da campanha para a eleição federal, Ricardo Lumengo foi vítima de insultos racistas violentos do candidato ao Conselho Nacional Patrick Lohri, no blogue do PSL.
Também Willy Frommenwiler (PSL) fez uso da Ciber especulação registando inclusivè um site/domínio em nome de lumengo.ch. Este domínio direcionava o visitante para outro blog por Lohri registrado no site oficial do PSL com o título "Lumengo mente". Paralelamente a estas declarações racistas, reparámos que o "partido da liberdade " através de uma fonte fiável do partido, que era ao corrente desta situação e do “acidente” do site “lumengo.ch” que estava a ser pirateado para o outro site do partido PSL. Após decisão de um juiz nesta área, foi ordenado que o site/domaine ficaria na posse de Frommwiler, mas que este não podia ser desviado para o site do PSL. Os visitantes que forem hoje ao site vão encontrar uma página completamente preta e vazia.
De acordo com a imprensa, enquanto viajava de Berna para Biel à noite em junho de 2007 Lumengo viu-se “apertado” no meio de dois carros (uma viatura atrás e outra ao lado da viatura dele), tentou livrar-se desta situação através de uma manobra de ultrapassagem arriscada. Assim, a viatura de Lumengo ainda tocou ligeiramente na barra lateral de segurança da estrada, ficando a viatura um pouco danificada na lateral. O ex-membro do Grande Conselho Bernese Jürg Scherrer (PSL), então diretor da polícia de Biel, repreendeu-o por e segundo Scherrer, Lumengo ter cometido uma ilegalidade, ao não ter informado de imediato a polícia, sobre o acidente. Foi aberto um processo contra Lumengo, resultando no fim, em pena suspensa e um aviso.
No fim do verão de 2007, numa reunião do Conselho de Biel, Lumengo foi humilhado por delegados do "Partido da Liberdade", durante a reunião de trabalho do Conselho da cidade de Biel, os delegados do partido (PSL) em plena reunião comeram bananas e chocolates de “cabeça” castanha, enquanto ao mesmo tempo faziam gritos de macacos. O "Partido da Liberdade" negou qualquer envolvimento entre essas ações e Lumengo.
Desde a sua eleição para o Conselho Nacional Lumengo tem sido repetidamente vítima de ataques racistas como foi o caso em 2008, durante o seu discurso por ocasião do 1 de Maio em Langenthal onde jogaram bananas em sua direção. Ainda em Outubro do mesmo ano, Lumengo foi insultado por um membro da PNOS (partido nacional de orientação suíça) e na representação deste partido, havia um texto e uma caricatura racista e despresível contra ele.
Lumengo recebe ainda com frequência, cartas, e-mail's, etc., com insultos racistas sempre que tem uma aparição pública, ou faz uma intervenção mediática.
Ricardo Lumengo também foi acusado por alguns sectores mais conservadores e xenófobos de irregularidades no processo eleitoral. Observadores acreditam que essas acusações foram motivadas apenas com o objectivo de prejudicar a sua imagem e credibilidade política, considerando ainda fontes fidedignas, que tinha sido vitima de um complot e de uma conspiração bem orquestrada. 
Por fim Lumengo foi absolvido de todas as acusações, pela Justiça Federal.

### Compromisso humanitário e de desenvolvimento em África
Após a sua não reeleição nas eleições federais de Novembro de 2011, Ricardo Lumengo deixou o parlamento federal, onde esteve por quatro anos, mas continua a manter o fervor do seu compromisso político e social. Ele decidiu meter em prática o seu sonho de sempre, o de transmitir toda a sua experiência política e profissional adquirida ao longo dos anos na Suíça, a África em geral e particularmente à sua terra natal, Angola, na área do reforço dos instrumentos democráticos, de ajuda humanitária e de ajuda ao desenvolvimento geral.
Ricardo Lumengo, atualmente lidera um projeto para combater a malária na qual é responsável pela aquisição e distribuição de medicamentos e instrumentos para dispensários e serviços de assistência médica, para a prevenção e tratamento da malária na África Central. Ricardo Lumengo, tem também participado regularmente, com vários grupos de trabalho, em temas, como a questão da boa governação e desenvolvimento sócio-económico, do continente Africano.